# Calvilla San Salvador
Calvilla San Salvador es el nombre de una variedad cultivar de manzano (Malus domestica). Esta manzana está cultivada en la colección de germoplasma de manzanas del CSIC. Así mismo está cultivada en diversos viveros entre ellos algunos dedicados a conservación de árboles frutales en peligro de desaparición. Esta manzana es originaria de Cantabria, donde tuvo su mejor época de cultivo comercial antes de la década de 1960, y actualmente en menor medida aún se encuentra.

## Sinónimos
- "Manzana Calvilla San Salvador",[6][8][9]

## Historia
Cantabria presenta unas condiciones de clima y de suelos excelentes para el cultivo del manzano. De hecho, hasta mediados del siglo XX Cantabria tenía una gran variedad de manzanas tradicionales que surtían la demanda de manzanas de mesa en la zona. A partir de la década de 1960 estas fueron decayendo paulatinamente en su comercialización, en detrimento de variedades selectas extranjeras que dominan el mercado actual. Hay varias manzanas tradicionales que se están intentando recuperar por el CIFA, en Muriedas (Centro de Investigación y Formación Agraria de Cantabria).
'Calvilla San Salvador' está considerada incluida en las variedades locales autóctonas muy antiguas, cuyo cultivo se centraba en comarcas muy definidas. Se caracterizaban por su buena adaptación a sus ecosistemas y podrían tener interés genético en virtud de su adaptación. Se encontraban diseminadas por todas las regiones fruteras españolas, aunque eran especialmente frecuentes en la España húmeda. Estas se podían clasificar en dos subgrupos: de mesa y de sidra (aunque algunas tenían aptitud mixta).
'Calvilla San Salvador' es una variedad mixta, clasificada como de mesa, también se utiliza en la elaboración de sidra; difundido su cultivo en el pasado por los viveros comerciales y cuyo cultivo en la actualidad se ha reducido a huertos familiares y jardines privados.

## Características
El manzano de la variedad 'Calvilla San Salvador' tiene un vigor medio; florece a inicios de mayo; tubo del cáliz cónico, más o menos pronunciado, y con los estambres situados en su mitad.
La variedad de manzana 'Calvilla San Salvador' tiene un fruto de tamaño grande o medio; forma ovoide o tronco-cónica, angulosa y rebajada de un lado desde su ápice, contorno algo irregular; piel feblemente fina; con color de fondo amarillo limón, sobre color rosado, intensidad de sobre color lavado, reparto del sobre color en Chapa, presenta chapa en zona de insolación, rosada más o menos vivo, acusa punteado abundante, ruginoso o gris verdoso y vistoso, y una sensibilidad al "russeting" (pardeamiento áspero superficial que presentan algunas variedades) débil; pedúnculo de variada longitud, a veces marcadamente engrosado en la parte superior, anchura de la cavidad peduncular medianamente estrecha, profundidad de la cavidad pedúncular de profundidad leve o marcada, sin chapa o situada en el fondo de ruginosidad marrón grisáceo, bordes irregularmente ondulados, y con importancia del "russeting" en cavidad peduncular fuerte; anchura de la cavidad calicina estrecha o media, profundidad de la cav. calicina profunda, bordes mamelonados con el fondo notablemente arrugado, y con importancia del "russeting" en cavidad calicina débil; ojo medio, cerrado o entreabierto; sépalos carnosos en su base, casi siempre separados levemente en su nacimiento, de puntas agudas y vueltas hacia fuera.
Carne de color blanca; textura tierna, jugosa; sabor dulce, algo acidulado y aromático; corazón pequeño, centrado, desplazado hacia el ojo, de forma alargada y estrecha, a veces bulbiforme; eje cóncavo; celdas grandes y alargadas, cartilaginosas; semillas alargadas y oscuras.
La manzana 'Calvilla San Salvador' tiene una época de maduración y recolección muy tardía en el invierno, se recolecta en diciembre-enero. Tiene uso mixto pues se usa como manzana de mesa fresca, y también como manzana para elaboración de sidra.